# Natasha Asghar

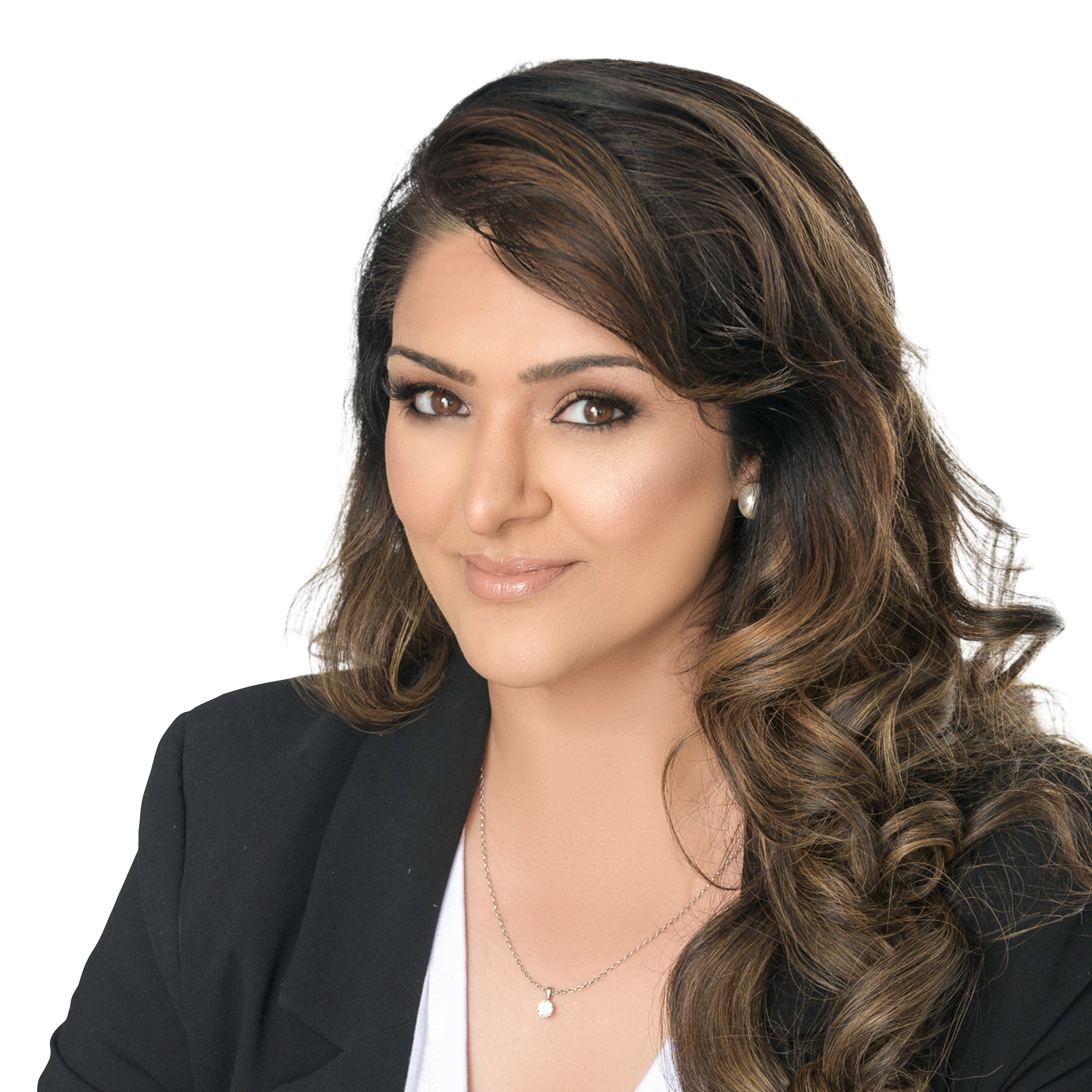
Natasha Asghar

Natasha Asghar (geboren in Newport) ist eine britische Politikerin und Mitglied des walisischen Parlaments für South Wales East und Ministerin für Verkehr und Technologie. Sie ist die erste PoC die seit der Gründung des Parlaments 1999 in das walisische Parlament gewählt wurde. 2021 wurde sie in die Liste der 100 Women (BBC) aufgenommen.

## Leben
Natasha Asghar studierte an der Universität London und hat einen Abschluss in Politik und Sozialpolitik sowie einen Master-Abschluss in zeitgenössischer britischer Politik und Medien. Bevor sie ihre politische Laufbahn begann, arbeitete sie vier Jahre lang als Bankangestellte und war zehn Jahre Radio- und Fernsehmoderatorin. Während ihrer Zeit als Bankangestellte kandidierte Asghar für die Plaid Cymru bei den Wahlen zur Nationalversammlung von Wales 2007 in Blaenau Gwent und für den Sitz in Wales bei den Europawahlen 2009.
Asghar ist Mitglied der Konservativen Partei und regionale Abgeordnete für Südwales-Ost und Ministerin für Verkehr und Technologie. Sie setzt sich unter anderem dafür ein, Menschen zur Nutzung öffentlicher Verkehrsmittel zu ermutigen. Asghar ist für die Einführung einer Fahrkarte für ganz Wales, ähnlich der Oyster Card in London. Diese Fahrkarte soll allen Menschen in Wales und Reisenden ermöglichen, zu übersichtlichen und erschwinglichen Tarifen in einem besseren öffentlichen Verkehrsnetz zu reisen. Damit verbunden sieht sie auch für die walisische Wirtschaft einen Vorteil.
Seit der Coronapandemie setzt sie sich dafür ein, für die britische Regierung Schutzkampagnen gegen das Coronavirus zu entwickeln. Dabei stehen Themen wie soziale Distanzierung und Rückverfolgung von Kontakten sowie Kampagnen für ethnische Minderheiten in verschiedenen Sprachen im Fokus.
Natasha Asghar ist die erste PoC Frau, die in den Senedd, das walisische Parlament, gewählt wurde, seit dieses 1999 gegründet wurde. Ihr Vater, Mohammad Asghar, war der erste PoC und der erste Muslim, der 2007 in den Senedd gewählt wurde. Er starb im Jahr 2021.

## Auszeichnungen
- 2021: Liste der 100 Women BBC
- 2021: RSPCA’s PawPrints Award